# Линдсей, Бет
Бет Ли́ндсей (англ. Beth Lindsay) — шотландская кёрлингистка.
В составе женской сборной Шотландии выиграла первый чемпионат Европы в 1975.
Играла на позиции второго и четвёртого, в сезонах 1978—1979 и 1979—1980 была скипом команды.

## Достижения
- Чемпионат мира по кёрлингу среди женщин: бронза (1979).
- Чемпионат Европы по кёрлингу: золото (1975), бронза (1979).
- Чемпионат Шотландии по кёрлингу среди женщин: золото (1979).

## Команды
| Сезон   | Четвёртый   | Третий          | Второй          | Первый       | Турниры |
| ------- | ----------- | --------------- | --------------- | ------------ | ------- |
| 1975—76 | Бетти Лоу   | Джесси Уайтфорд | Бет Линдсей     | Изобель Росс | ЧЕ 1975 |
| 1978—79 | Бет Линдсей | Энн Маккеллар   | Джанет Джонстон | Мэй Тейлор   | ЧМ 1979 |
| 1979—80 | Бет Линдсей | Энн Маккеллар   | Джанет Джонстон | Мэй Тейлор   | ЧЕ 1979 |

(скипы выделены полужирным шрифтом)